# Sandvik
Sandvik è una multinazionale svedese fondata nel maggio del 1862 da Göran Fredrik Göransson nella città di Sandviken nata come acciaieria è divenuta leader mondiale nella produzione di utensili, nel settore dell'ingegneria dei materiali e nel settore minerario e delle macchine per movimento terra. È quotata alla Borsa di Stoccolma dal 1901, ha 40.000 dipendenti in 130 paesi e un fatturato annuo di 100 miliardi di SEK.